# Neosartorya delicata
Neosartorya delicata är en svampart som beskrevs av H.Z. Kong 1997. Neosartorya delicata ingår i släktet Neosartorya och familjen Trichocomaceae.   Inga underarter finns listade i Catalogue of Life.